# 트리클라벤다졸
트리클라벤다졸은 특히 에가텐(Egaten)이라는 브랜드 이름으로 판매되고 있으며 근막증과 폐흡충증을 치료하는 데 사용되는 약물이다. 두 조건 모두에 매우 효과적이다. 병원 치료가 필요할 수 있다. 일반적으로 1회 또는 2회 분량으로 구강 투여하여 복용한다.
부작용은 일반적으로 거의 없지만 복통과 두통이 포함될 수 있다. 죽어가는 벌레로 인해 담즙 산통이 발생할 수 있다. 임신 중 사용으로 인한 유해성은 발견되지 않았지만, 트리클라벤다졸은 이 집단에서 잘 연구되지 않았다. 벌레에 대한 약물의 벤지미다졸 계열에 속한다.
트리클라벤다졸은 2019년 미국에서 의료용으로 승인되었다. 세계보건기구의 필수 의약품 목록에 나열되어 있다. 사람이 사용할 경우 세계보건기구에서 구할 수 있다. 동물에게도 사용된다.